# Mehamn
Mehamn est un port norvégien, escale de l'Hurtigruten, situé sur le territoire de la commune de Gamvik, dans l'extrême nord norvégien.

## Climat
| Mois                                  | jan.     | fév.       | mars     | avril    | mai     | juin    | jui.      | août      | sep.    | oct.     | nov.     | déc.     | année     |
| ------------------------------------- | -------- | ---------- | -------- | -------- | ------- | ------- | --------- | --------- | ------- | -------- | -------- | -------- | --------- |
| Température minimale moyenne (°C)     | −6,2     | −6,7       | −5,4     | −2,8     | 1,5     | 5,6     | 9         | 7,9       | 5,6     | 0,9      | −3       | −4,7     | 0,2       |
| Température moyenne (°C)              | −4,1     | −4,5       | −3,3     | −0,8     | 3,4     | 7,6     | 11,1      | 10,7      | 7,6     | 2,6      | −1,1     | −2,7     | 2,2       |
| Température maximale moyenne (°C)     | −2,1     | −2,4       | −1,3     | 1,2      | 5,4     | 9,7     | 13,4      | 12,3      | 9,7     | 4,3      | 0,8      | −0,7     | 4,2       |
| Record de froid (°C) date du record   | −22 1986 | −21,1 2012 | −18 1986 | −15 2001 | −8 1995 | −1 1985 | 2,6 2014  | −0,7 2012 | −4 1986 | −13 1992 | −14 1984 | −17 1995 | −22 1986  |
| Record de chaleur (°C) date du record | 8 2021   | 7 2009     | 7 2004   | 12 2006  | 19 2002 | 29 1999 | 31,2 2018 | 28 2004   | 22 1997 | 17 2005  | 10 2003  | 9 2010   | 31,2 2018 |
| Précipitations (mm)                   | 42       | 32,6       | 43,3     | 33,4     | 18,4    | 6,9     | 9,2       | 6,7       | 15,2    | 27       | 39,6     | 33,5     | 307,8     |